# Lepisiota deplanata
Lepisiota deplanata är en myrart som först beskrevs av Hermann Stitz 1911.  Lepisiota deplanata ingår i släktet Lepisiota och familjen myror. Inga underarter finns listade i Catalogue of Life.